# Kameroens voetbalelftal (vrouwen)
Het Kameroens vrouwenvoetbalelftal is een voetbalteam dat uitkomt voor Kameroen bij internationale wedstrijden en toernooien, zoals het Afrikaans kampioenschap. Nadat de ploeg in 2012 zich voor het eerst voor de Olympische Spelen wist te kwalificeren volgde in 2014 de eerste kwalificatie voor het wereldkampioenschap.

## Prestaties op eindronden

### Wereldkampioenschap
| Jaar   | Resultaat           | Wed                 | W                   | G                   | V                   | DV                  | DT                  |
| ------ | ------------------- | ------------------- | ------------------- | ------------------- | ------------------- | ------------------- | ------------------- |
| 1991   | Niet gekwalificeerd | Niet gekwalificeerd | Niet gekwalificeerd | Niet gekwalificeerd | Niet gekwalificeerd | Niet gekwalificeerd | Niet gekwalificeerd |
| 1995   | Niet gekwalificeerd | Niet gekwalificeerd | Niet gekwalificeerd | Niet gekwalificeerd | Niet gekwalificeerd | Niet gekwalificeerd | Niet gekwalificeerd |
| 1999   | Niet gekwalificeerd | Niet gekwalificeerd | Niet gekwalificeerd | Niet gekwalificeerd | Niet gekwalificeerd | Niet gekwalificeerd | Niet gekwalificeerd |
| 2003   | Niet gekwalificeerd | Niet gekwalificeerd | Niet gekwalificeerd | Niet gekwalificeerd | Niet gekwalificeerd | Niet gekwalificeerd | Niet gekwalificeerd |
| 2007   | Niet gekwalificeerd | Niet gekwalificeerd | Niet gekwalificeerd | Niet gekwalificeerd | Niet gekwalificeerd | Niet gekwalificeerd | Niet gekwalificeerd |
| 2011   | Niet gekwalificeerd | Niet gekwalificeerd | Niet gekwalificeerd | Niet gekwalificeerd | Niet gekwalificeerd | Niet gekwalificeerd | Niet gekwalificeerd |
| 2015   | Achtste finale      | 4                   | 2                   | 0                   | 2                   | 9                   | 4                   |
| 2019   | Achtste finale      | 4                   | 1                   | 0                   | 3                   | 3                   | 8                   |
| Totaal | 2/8                 | 8                   | 3                   | 0                   | 5                   | 12                  | 12                  |

### Olympische Spelen
| Jaar   | Resultaat           | Wed                 | W                   | G                   | V                   | DV                  | DT                  |
| ------ | ------------------- | ------------------- | ------------------- | ------------------- | ------------------- | ------------------- | ------------------- |
| 1996   | Niet gekwalificeerd | Niet gekwalificeerd | Niet gekwalificeerd | Niet gekwalificeerd | Niet gekwalificeerd | Niet gekwalificeerd | Niet gekwalificeerd |
| 2000   | Niet gekwalificeerd | Niet gekwalificeerd | Niet gekwalificeerd | Niet gekwalificeerd | Niet gekwalificeerd | Niet gekwalificeerd | Niet gekwalificeerd |
| 2004   | Niet gekwalificeerd | Niet gekwalificeerd | Niet gekwalificeerd | Niet gekwalificeerd | Niet gekwalificeerd | Niet gekwalificeerd | Niet gekwalificeerd |
| 2008   | Niet gekwalificeerd | Niet gekwalificeerd | Niet gekwalificeerd | Niet gekwalificeerd | Niet gekwalificeerd | Niet gekwalificeerd | Niet gekwalificeerd |
| 2012   | Eerste ronde        | 3                   | 0                   | 0                   | 3                   | 1                   | 11                  |
| 2016   | Niet gekwalificeerd | Niet gekwalificeerd | Niet gekwalificeerd | Niet gekwalificeerd | Niet gekwalificeerd | Niet gekwalificeerd | Niet gekwalificeerd |
| Totaal | 1/6                 | 3                   | 0                   | 0                   | 3                   | 1                   | 11                  |

## Selecties

### Huidige selectie
Interlands en doelpunten (bijgewerkt) tot en met de WK-wedstrijd Engeland  (3 - 0)  Kameroen op 23 juni 2019.
|                           |                               |      |        |                      |        |
|                           |                               |      |        |                      |        |
|                           |                               |      |        |                      |        |
| Nr.                       | Naam                          | Wed. | Dlpnt. | Club                 | Debuut |
| Doel                      |                               |      |        |                      |        |
| 1                         | Annette Ngo Ndom 39 jaar      | 50   | 0      | Amazone FAP          | 2012   |
| 16                        | Isabelle Mambingo 33 jaar     |      |        | Sunshine Queens F.C. |        |
| 23                        | Marthe Ongmahan 32 jaar       | 0    | 0      | AWA FC               |        |
| Verdediging               |                               |      |        |                      |        |
| 2                         | Christine Manie 40 jaar       | 65   | 10     | AS Nancy             | 2008   |
| 4                         | Yvonne Leuko 33 jaar          | 30   | 0      | Strasbourg           | 2012   |
| 5                         | Augustine Ejangue 36 jaar     | 64   | 0      | Arna-Bjørnar         | 2007   |
| 6                         | Estelle Johnson 36 jaar       | 5    | 0      | Sky Blue FC          | 2019   |
| 11                        | Aurelle Awona 32 jaar         | 7    |        | Dijon FCO            | 2015   |
| 12                        | Claudine Meffometou 34 jaar   | 31   | 1      | Guingamp             | 2011   |
| 15                        | Ysis Sonkeng 35 jaar          | 1    |        | Amazone FAP          | 2010   |
| Middenveld                |                               |      |        |                      |        |
| 8                         | Raissa Feudjio 29 jaar        | 45   | 2      | Granadilla           |        |
| 10                        | Jeannette Yango 31 jaar       | 39   | 1      | US Saint-Malo        | 2010   |
| 13                        | Charlène Meyong 26 jaar       | 6    | 0      | Louves Miniproff     | 2018   |
| 14                        | Ninon Abena 30 jaar           | 2    | 0      | Louves Miniproff     | 2019   |
| 19                        | Marlyse Ngo Ndoumbouk 40 jaar | 46   | 5      | AS Nancy             | 2002   |
| 20                        | Genevieve Ngo 31 jaar         | 34   | 1      | Amazone FAP          | 2015   |
| Aanval                    |                               |      |        |                      |        |
| 3                         | Ajara Nchout 32 jaar          | 53   | 7      | Vålerenga            | 2012   |
| 7                         | Gabrielle Onguéné 36 jaar     | 64   | 19     | ZFK CSKA Moscow      | 2002   |
| 9                         | Madeleine Ngono Mani 41 jaar  | 128  | 49     | CSFA Ambilly         | 2002   |
| 17                        | Gaëlle Enganamouit 32 jaar    | 45   | 5      | Clubloos             | 2010   |
| 18                        | Henriette Akaba 32 jaar       | 38   | 0      | Amazone FAP          | 2010   |
| 21                        | Alexandra Takounda 25 jaar    | 3    | 0      | Éclair de Sa’a       | 2019   |
| 22                        | Michaela Abam 27 jaar         | 5    | 2      | Paris FC             | 2018   |
| Bondscoach: Alain Djeumfa |                               |      |        |                      |        |

(Nr.= basiself, Nr. + Wed. = , Nr. + Wed. = , Nr. + Wed. = volledige wedstrijd, Dlpnt. = gescoord, 0 = penalty gestopt)

### Wereldkampioenschap
| Selectie van Kameroen bij het Wereldkampioenschap 2019 | Selectie van Kameroen bij het Wereldkampioenschap 2019 | Selectie van Kameroen bij het Wereldkampioenschap 2019 | Selectie van Kameroen bij het Wereldkampioenschap 2019 | Selectie van Kameroen bij het Wereldkampioenschap 2019 |
| №                                                      | Naam                                                   | Wed.                                                   | Dlpnt.                                                 | Club                                                   |
| ------------------------------------------------------ | ------------------------------------------------------ | ------------------------------------------------------ | ------------------------------------------------------ | ------------------------------------------------------ |
| Doel                                                   |                                                        |                                                        |                                                        |                                                        |
| 1                                                      | Annette Ngo Ndom                                       | 4                                                      | −8                                                     | Amazone FAP                                            |
| 16                                                     | Isabelle Mambingo                                      | 0                                                      | 0                                                      | Sunshine Queens F.C.                                   |
| 23                                                     | Marthe Ongmahan                                        | 0                                                      | 0                                                      | AWA FC                                                 |
| Verdediging                                            |                                                        |                                                        |                                                        |                                                        |
| 2                                                      | Christine Manie                                        | 2                                                      | 0                                                      | AS Nancy                                               |
| 4                                                      | Yvonne Leuko                                           | 4                                                      | 0                                                      | Strasbourg                                             |
| 5                                                      | Augustine Ejangue                                      | 2                                                      | 0                                                      | Arna-Bjørnar                                           |
| 6                                                      | Estelle Johnson                                        | 4                                                      | 0                                                      | Sky Blue FC                                            |
| 11                                                     | Aurelle Awona                                          | 3                                                      | 0                                                      | Dijon FCO                                              |
| 12                                                     | Claudine Meffometou                                    | 2                                                      | 0                                                      | Guingamp                                               |
| 15                                                     | Ysis Sonkeng                                           | 1                                                      | 0                                                      | Amazone FAP                                            |
| Middenveld                                             |                                                        |                                                        |                                                        |                                                        |
| 8                                                      | Raissa Feudjio                                         | 4                                                      | 0                                                      | Granadilla                                             |
| 10                                                     | Jeannette Yango                                        | 4                                                      | 0                                                      | US Saint-Malo                                          |
| 13                                                     | Charlène Meyong                                        | 2                                                      | 0                                                      | Louves Miniproff                                       |
| 14                                                     | Ninon Abena                                            | 2                                                      | 0                                                      | Louves Miniproff                                       |
| 19                                                     | Marlyse Ngo Ndoumbouk                                  | 1                                                      | 0                                                      | AS Nancy                                               |
| 20                                                     | Genevieve Ngo                                          | 1                                                      | 0                                                      | Amazone FAP                                            |
| Aanval                                                 |                                                        |                                                        |                                                        |                                                        |
| 3                                                      | Ajara Nchout                                           | 4                                                      | 2                                                      | Vålerenga                                              |
| 7                                                      | Gabrielle Onguéné                                      | 4                                                      | 1                                                      | ZFK CSKA Moscow                                        |
| 9                                                      | Madeleine Ngono Mani                                   | 0                                                      | 0                                                      | CSFA Ambilly                                           |
| 17                                                     | Gaëlle Enganamouit                                     | 4                                                      | 0                                                      | Clubloos                                               |
| 18                                                     | Henriette Akaba                                        | 2                                                      | 0                                                      | Amazone FAP                                            |
| 21                                                     | Alexandra Takounda                                     | 2                                                      | 0                                                      | Éclair de Sa’a                                         |
| 22                                                     | Michaela Abam                                          | 3                                                      | 0                                                      | Paris FC                                               |
| Bondscoach: Alain Djeumfa                              |                                                        |                                                        |                                                        |                                                        |

FCF · A-internationals · Selecties · Bondscoaches · Statistieken · Kameroens vrouwenelftal · Kameroen U21 · Kameroen U20 · Kameroen U19 · Kameroen U18 · Kameroen U17
1960 – 1969 · 
1970 – 1979 · 
1980 – 1989 · 
1990 – 1999 · 
2000 – 2009 · 
2010 – 2019 ·
2020 − 2029
CC 2001 · 
CC 2003
WK 1982 · 
WK 1990 · 
WK 1994 · 
WK 1998 · 
WK 2002 · 
WK 2010 · 
WK 2014 ·
WK 2022
OS 1984 · 
OS 2000 · 
OS 2008
1961 · 
1960 · 
1961 · 
1962 · 
1963 · 
1964 · 
1965 · 
1966 · 
1967 · 
1968 · 
1969 · 
1970 · 
1971 · 
1972 · 
1973 · 
1974 · 
1975 · 
1976 · 
1977 · 
1978 · 
1979 · 
1980 · 
1981 · 
1982 · 
1983 · 
1984 · 
1985 · 
1986 · 
1987 · 
1988 · 
1989 · 
1990 · 
1991 · 
1992 · 
1993 · 
1994 · 
1995 · 
1996 · 
1997 · 
1998 · 
1999 · 
2000 · 
2001 · 
2002 · 
2003 · 
2004 · 
2005 · 
2006 · 
2007 · 
2008 · 
2009 · 
2010 · 
2011 · 
2012 · 
2013 ·
2014 ·
2015 ·
2016 ·
2017 ·
2018 ·
2019 ·
2020 ·
2021 ·
2022
Albanië ·
Algerije ·
Angola ·
Argentinië ·
Australië ·
Benin ·
Bolivia ·
Brazilië ·
Bulgarije ·
Burkina Faso ·
Burundi ·
Canada ·
Centraal-Afrikaanse Republiek ·
Chili ·
Colombia ·
Comoren ·
Congo-Brazzaville ·
Congo-Kinshasa ·
Costa Rica ·
Cuba ·
Denemarken ·
Duitsland ·
Egypte ·
Engeland ·
Equatoriaal-Guinea ·
Eritrea ·
Ethiopië ·
Finland ·
Frankrijk ·
Gabon ·
Gambia ·
Georgië ·
Ghana ·
Griekenland ·
Guinee ·
Guinee-Bissau ·
Ierland ·
India ·
Indonesië ·
Iran ·
Italië ·
Ivoorkust ·
Jamaica ·
Japan ·
Kaapverdië ·
Kenia ·
Koeweit ·
Kroatië ·
Lesotho ·
Liberia ·
Libië ·
Luxemburg ·
Madagaskar ·
Malawi ·
Mali ·
Marokko ·
Mauritanië ·
Mauritius ·
Mexico ·
Moldavië · 
Mozambique ·
Namibië ·
Nederland ·
Niger ·
Nigeria ·
Noord-Macedonië ·
Noorwegen ·
Oeganda ·
Oekraïne ·
Oezbekistan ·
Oostenrijk ·
Panama ·
Paraguay ·
Peru ·
Polen ·
Portugal ·
Roemenië ·
Rusland ·
Rwanda ·
Saoedi-Arabië ·
Sao Tomé en Principe ·
Senegal ·
Servië ·
Sierra Leone ·
Slowakije ·
Soedan ·
Somalië ·
Sovjet-Unie ·
Swaziland ·
Tanzania ·
Thailand · 
Togo ·
Tsjaad ·
Tunesië ·
Turkije ·
Verenigde Staten ·
Zambia ·
Zimbabwe ·
Zuid-Afrika ·
Zuid-Korea ·
Zuid-Soedan ·
Zweden ·
Zwitserland
Brazilië (2014) · 
Brazilië (2022) · 
Denemarken (2010) · 
Egypte (2017) ·
Frankrijk (2003) · 
Italië (1982) · 
Japan (2010) · 
Kroatië (2014) · 
Mexico (2014) ·
Nederland (2010) · 
Peru (1982) · 
Polen (1982) · 
Servië (2022)